# Rovon
Rovon és un municipi francès situat al departament de la Isèra i a la regió d'Alvèrnia-Roine-Alps. L'any 2007 tenia 585 habitants.

## Demografia

### Població
El 2007 la població de fet de Rovon era de 585 persones. Hi havia 218 famílies de les quals 48 eren unipersonals (24 homes vivint sols i 24 dones vivint soles), 75 parelles sense fills, 83 parelles amb fills i 12 famílies monoparentals amb fills.
La població ha evolucionat segons el següent gràfic:
Habitants censats

### Habitatges
El 2007 hi havia 248 habitatges, 222 eren l'habitatge principal de la família, 17 eren segones residències i 9 estaven desocupats. 232 eren cases i 10 eren apartaments. Dels 222 habitatges principals, 191 estaven ocupats pels seus propietaris, 27 estaven llogats i ocupats pels llogaters i 4 estaven cedits a títol gratuït; 2 tenien una cambra, 2 en tenien dues, 26 en tenien tres, 65 en tenien quatre i 127 en tenien cinc o més. 177 habitatges disposaven pel capbaix d'una plaça de pàrquing. A 75 habitatges hi havia un automòbil i a 133 n'hi havia dos o més.

### Piràmide de població
La piràmide de població per edats i sexe el 2009 era:
| Homes | Edats   | Dones |
| ----- | ------- | ----- |
| 0     | 95 o +  | 0     |
| 0     | 90 a 94 | 0     |
| 4     | 85 a 89 | 8     |
| 0     | 80 a 84 | 0     |
| 0     | 75 a 79 | 8     |
| 12    | 70 a 74 | 12    |
| 12    | 65 a 69 | 12    |
| 20    | 60 a 64 | 4     |
| 4     | 55 a 59 | 16    |
| 20    | 50 a 54 | 4     |
| 20    | 45 a 49 | 20    |
| 20    | 40 a 44 | 16    |
| 36    | 35 a 39 | 20    |
| 28    | 30 a 34 | 28    |
| 8     | 25 a 29 | 12    |
| 4     | 20 a 24 | 8     |
| 12    | 15 a 19 | 20    |
| 24    | 10 a 14 | 32    |
| 32    | 5 a 9   | 16    |
| 20    | 0 a 4   | 16    |

## Economia
El 2007 la població en edat de treballar era de 387 persones, 298 eren actives i 89 eren inactives. De les 298 persones actives 277 estaven ocupades (158 homes i 119 dones) i 21 estaven aturades (7 homes i 14 dones). De les 89 persones inactives 31 estaven jubilades, 26 estaven estudiant i 32 estaven classificades com a «altres inactius».

### Ingressos
El 2009 a Rovon hi havia 225 unitats fiscals que integraven 615,5 persones, la mediana anual d'ingressos fiscals per persona era de 18.171 €.

### Activitats econòmiques
Dels 29 establiments que hi havia el 2007, 2 eren d'empreses extractives, 2 d'empreses alimentàries, 1 d'una empresa de fabricació de material elèctric, 1 d'una empresa de fabricació d'altres productes industrials, 6 d'empreses de construcció, 6 d'empreses de comerç i reparació d'automòbils, 1 d'una empresa de transport, 2 d'empreses d'hostatgeria i restauració, 1 d'una empresa immobiliària, 4 d'empreses de serveis i 3 d'empreses classificades com a «altres activitats de serveis».
Dels 9 establiments de servei als particulars que hi havia el 2009, 1 era un paleta, 1 fusteria, 2 lampisteries, 1 electricista, 1 perruqueria, 2 restaurants i 1 agència immobiliària.
L'únic establiment comercial que hi havia el 2009 era una fleca.
L'any 2000 a Rovon hi havia 12 explotacions agrícoles que ocupaven un total de 132 hectàrees.

## Equipaments sanitaris i escolars
El 2009 hi havia una escola elemental integrada dins d'un grup escolar amb les comunes properes formant una escola dispersa.

## Poblacions properes
El següent diagrama mostra les poblacions més properes.